# PH-Baureihe G
Die Baureihe G waren Tenderlokomotiven der Anonymen Luxemburgischen Prinz-Heinrich-Eisenbahn- und Erzgrubengesellschaft (PH).

## Geschichte
Die PH beschaffte 1904 bei der belgischen Firma Ateliers de la Meuse drei vierfach gekuppelte Güterzugtenderlokomotiven. Baugleiche Lokomotiven wurden von La Meuse auch an zahlreiche Industriebetriebe geliefert. Gedacht waren sie vor allem für Rangierdienst und zum Nachschieben auf der Bahnstrecke Petingen–Bois Châtier. 1922 wurden die als Nassdampflokomotiven gebauten Fahrzeuge auf Heißdampf umgebaut.
Als 1942 die Deutsche Reichsbahn die PH übernahm, wurden die Lokomotiven mit den Nummern 92 2701–2703 in das Nummernschema eingeordnet. Nach dem Zweiten Weltkrieg war in Luxemburg nur noch die 92 2703 vorhanden, die zwei anderen Loks tauchten aber wieder auf und wurden 1945/46 nach Luxemburg gebracht. Die neugegründete Chemins de Fer Luxembourgeois (CFL) reihte die Maschinen als Baureihe 40 in ihr Nummernschema ein.
Bis 1952 waren alle drei Lokomotiven im Bestand der CFL, Ende 1957 befand sich keine mehr im Inventar.